# 산요 신문
산요 신문(山陽新聞)은 일본 오카야마현 오카야마시의 신문사인 주식회사 산요 신문사에서 1879년부터 발행하는 일간지이다. 기본적으로 국내 소식과 국제 소식 그리고 지역 소식을 중심으로 전달하고 있으며 지역 소식에는 히로시마현이나 가가와현처럼 인접한 지역의 소식 또한 포함된다.
니혼케이자이 신문과 함께 TV 세토우치의 경영에 참여하고 있다.

## 개요
신문은 오카야마현을 중심으로 하며 매일 저녁으로 배포되는 히로시마현과 가가와현 동부에 배포되고 있다. 2022년 1월 현재 (일본 ABC 협회 조사에 따르면) 발행된 사본 수는 일간 신문 294,548개와 기록되었다. 오카야마 현 신문의 60 %를 점유한다.

## 같이 보기
- 니혼게이자이 신문
- TV 도쿄